# Gunungjati (Bojong)
Gunungjati is een bestuurslaag in het regentschap Tegal van de provincie Midden-Java, Indonesië. Gunungjati telt 1814 inwoners (volkstelling 2010).